# Sonder-und Ehrenhaft
Dans l'Allemagne nazie, Sonder- und Ehrenhaft (détention spéciale ou honorable) était un statut administratif attribué à certains prisonniers politiques particulièrement éminents, notamment les dirigeants politiques des pays occupés par les nazis et les membres disgraciés de l'élite allemande. En raison de leur valeur politique ou de leur ancien statut, ils ont été exceptionnellement bien traités et tous, sauf quelques-uns, ont survécu à la guerre.

## Classification
Le régime nazi a classé ses prisonniers politiques en de nombreuses catégories, y compris :
- Erziehungshäftlinge, détenus éducatifs ;
- Vorbeugehäftlinge, détenus préventifs ;
- Protektoratshäftlinge, détenus sous protectorat ;
- Sonderhäftlinge et Ehrenhäftlinge, détenus spéciaux et détenus d'honneur[1].

Cette dernière catégorie comprenait également les prisonniers personnels du Führer, des opposants au régime trop importants pour être tués sur le coup, ainsi que des personnes comme l'assassin raté d'Hitler, Georg Elser, qui a d'abord été maintenu en vie avec l'intention de le mettre en scène son procès après la guerre.

## Prisons
Le SS-Reichssicherheitshauptamt, dirigé par Heinrich Himmler, était responsable de la détention du Sonder- und Ehrenhäftlinge. Il a construit des centres de détention spéciaux pour ces prisonniers dans ou à proximité de plusieurs camps de concentration. La plupart de ces installations étaient beaucoup plus confortables que les baraquements de prisonniers habituels des camps.
Au fur et à mesure que la guerre avançait, les SS réquisitionnaient de plus en plus un grand nombre d'hôtels, de châteaux, de palais et de manoirs et les transformaient en centres de détention. Ceux-ci comprenaient : 
- Schloss Hirschberg près de Weilheim, la maison d'hôtes de l'Auswärtiges Amt.
- Rheinhotel Dreesen à Bonn-Bad Godesberg après avril 1944.
- Hotel Ifen, un hôtel de montagne dans le Kleinwalsertal, Autriche.
- Hotel Forelle, un hôtel de luxe au Tyrol, en Autriche.
- Schloss Itter, un palais du Tyrol.

Plusieurs autres centres de détention pour détenus de haut niveau étaient prévus. Albert Speer fut chargé de reconstruire le château de Schwarzburg dans le Schwarzatal, en Thuringe, à cette fin, mais le projet fut finalement abandonné. Inspirés par la prison américaine d'Alcatraz, des officiers SS ont fouillé la côte de la mer Baltique à la recherche d'un emplacement approprié pour une prison insulaire. En 1942, les SS décident d'utiliser à cette fin les îles Pakri près de Baltischport (aujourd'hui Paldiski en Estonie), mais la défaite allemande à Stalingrad met cette position en péril et le projet est également abandonné.

## Les conditions
Les conditions de détention des Sonder-und Ehrenhäftlinge allaient du confortable au luxueux, selon leur statut. Les prisonniers n'avaient pas à travailler, étaient autorisés à porter des vêtements civils ou mangeaient la même nourriture que leurs gardiens. Après la guerre, Ernst Kaltenbrunner a témoigné au procès de Nuremberg que les prisonniers éminents dans des endroits comme l'hôtel Ifen ou Bad Godesberg recevaient une triple ration de diplomate, c'est-à-dire neuf fois la ration d'un Allemand normal pendant la guerre, ainsi qu'une bouteille de Sekt chaque jour.
De nombreux détenus ont été autorisés à recevoir des visites de leur famille ou à faire vivre leurs conjoints avec eux, et certains des prisonniers les plus haut gradés, comme le roi Léopold III de Belgique, ont été autorisés à un petit cortège de serviteurs et de partisans. Cependant, les prisonniers devaient normalement payer le coût de leur détention. Kurt Schuschnigg, par exemple, dont les biens avaient été confisqués par les nazis, a même été facturé pour le coût de sa réinstallation à Sachsenhausen.

## Liste desSonder- und Ehrenhäftlinge
Ce qui suit est une liste incomplète des notables Sonder- und Ehrenhäftlinge. Sauf indication contraire, les personnes répertoriées ici ont survécu à leur détention.
- Léon Blum, l'ancien Premier ministre français, détenu avec sa femme au camp de concentration de Buchenwald.
- Iakov Djougachvili, le fils du dirigeant soviétique Joseph Staline, est mort à Sachsenhausen en 1943.
- Georg Elser, un Allemand qui avait tenté d'assassiner Hitler. Détenu à Sachsenhausen, il est fusillé le 9 avril 1945.
- Philippe Pétain, le chef de la France de Vichy, a été détenu au Schloss Sigmaringen après septembre 1944, nominalement en tant que chef du gouvernement français en exil.
- André François-Poncet, diplomate français, détenu à l'hôtel Ifen.
- Geneviève de Gaulle-Anthonioz, la nièce de Charles de Gaulle, détenue à Ravensbrück.
- Princesse Mafalda de Savoie, fille du roi Victor Emmanuel III d'Italie, détenue à Buchenwald et tuée en 1944 lors d'un raid aérien allié.
- Miklós Horthy, régent du royaume de Hongrie, arrêté en 1944 pour manque de coopération avec l'Allemagne nazie et détenu au Schloss Hirschberg.
- Léopold III, roi de Belgique, détenu d'abord au château royal de Laeken, puis à Hirschstein en Saxe de juin 1944 à mars 1945, puis à Strobl, en Autriche.
- Benito Mussolini, l'ancien dirigeant fasciste d'Italie, a été brièvement détenu au Schloss Hirschberg après son sauvetage lors du raid du Gran Sasso, avant d'être renvoyé en Italie pour diriger un État fantoche allemand.
- Martin Niemöller, théologien antinazi allemand réputé et pasteur luthérien, détenu à Sachsenhausen et Dachau.
- Francesco Saverio Nitti, l'ancien Premier ministre italien, détenu à l'hôtel Ifen.
- La famille de Rupprecht von Bayern, prince héritier de Bavière.
- Albert Sarraut, l'ancien Premier ministre français, détenu à l'hôtel Ifen.
- Kurt Schuschnigg, l'ancien chancelier autrichien, détenu à Sachsenhausen avec sa femme et ses enfants, qui l'ont rejoint volontairement.
- Iaroslav Stetsko, membre de l'Organisation des nationalistes ukrainiens. A refusé la demande allemande de rétractation de la proclamation du statut d'État ukrainien du 30 juin 1941 à Lviv, dans laquelle il avait déclaré que le nouvel État ukrainien  coopérerait étroitement avec l'Allemagne. Mais pour ne pas nuire aux relations germano-ukrainiennes, a accepté d'être placé en garde à vue. Le 9 juillet, il a été emmené à Berlin et libéré le 12 juillet, mais a reçu l'ordre de rester à Lviv[2].